# Nobber
Nobber (irisch An Obair, dt. „die Arbeit“) ist ein Ort im County Meath im Osten der Republik Irland mit 404 Einwohnern (Stand: 2022).

## Geschichte und Lage
Das heutige Nobber entstand um die gegen Ende des 12. Jahrhunderts erbaute Motte. Es wird vermutet, dass sich der Name  auf deren Errichtung bezieht. Bereits vor dieser Zeit befand sich eine frühmittelalterliche Klosteranlage hier, von der noch einige Hochkreuzfragmente übrig sind.

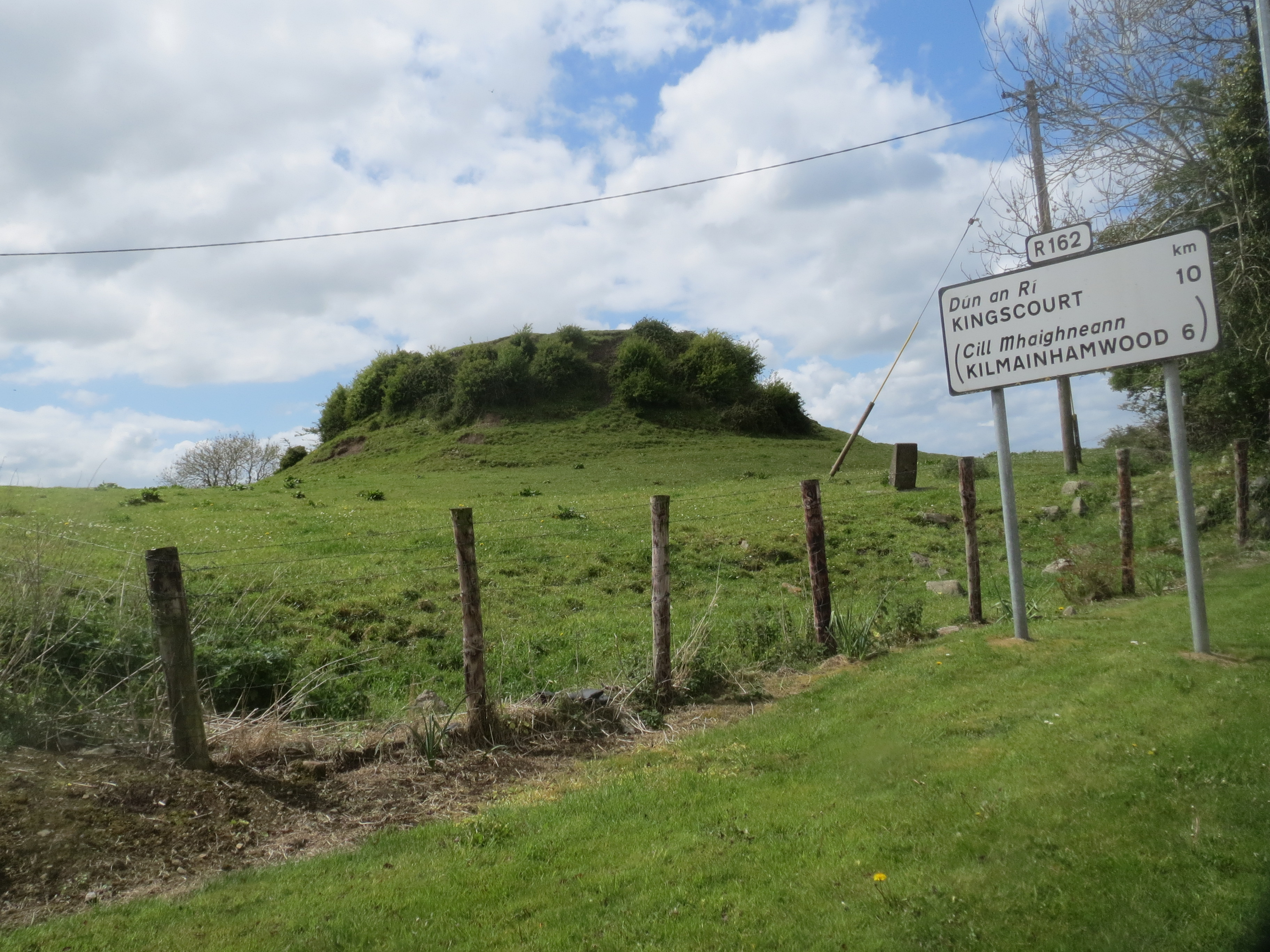
Nobber, Motte

Nobber lag am nördlichen Ende des Pale genannten Gebietes der normannischen Herrschaft. Davon zeugen auch die circa ein Dutzend frühen Befestigungen („Motte“), die sich heute noch in einem Radius von zehn Kilometern befinden.
Der Ort besteht aus den beiden Townlands Nobber (An Obair) und Spiddal (Spidéal); dabei liegt Nobber auf der östlichen Seite der durch den Ort verlaufenden Regionalstraße R162 und Spiddal westlich davon.
Drei Kilometer südlich verläuft die Nationalstraße N52, die quer durch Irland von Dundalk im Nordwesten bis nach Nenagh und Limerick führt.

## Transport
Von 1872 bis Mitte der 1940er hatte Nobber einen Bahnhof an der Bahnlinie von Navan nach Kingscourt. Die Linie wurde 1963 endgültig aufgegeben. Heute (Stand 2021) wird die Trasse zu einem Fernradweg („Greenway“) von Navan nach Kingscourt ausgebaut.
Die staatliche Busgesellschaft Bus Éireann fährt Nobber mit der Linie 107 (Navan – Kingscourt) viermal täglich in beide Richtungen an.

## Persönlichkeiten
- Turlough O’Carolan (1670–1738), blinder Harfenspieler und Komponist, wurde bei Nobber geboren
- Shane McEntee (1956–2012), Fine Gael TD und Staatsminister